# HKUD "Petar Zrinski"
HKUD "Petar Zrinski" Vrbovec razvilo se od pjevačkog društva istog imena koje je osnovano u Vrbovcu 1912.g. Ima mješoviti pjevački zbor, folklornu, tamburašku i recitatorsku sekciju. Priređuje koncerte u domovini i inozemstvu. U novije vrijeme aktivna je i klapa Petar Zrinski, koja postiže izvanredne uspjehe u klapskom pjevanju na državnim natjecanjima.